# Qatar Airways
A Qatar Airways (القطرية) é a companhia aérea de bandeira do Catar. A Qatar Airways voa para 151 destinos desde a América do Norte, Europa, Médio Oriente, Oceania, África, Ásia e América do sul. A Companhia Aérea é uma das seis companhias a possuírem as prestigiantes cinco estrelas da Skytrax pelo seu excelente serviço. Em 2006 foi eleita como detentora da melhor tripulação do médio oriente e ainda a 4.º melhor companhia do mundo. Em 2007 a sua primeira classe foi eleita como a melhor do mundo. Em 2012, foi eleita pela segunda vez consecutiva como a melhor companhia aérea mundial. A Qatar possui características bastante inovadoras a bordo, sendo a primeira do mundo a ter televisão digital por satélite e também é patrocinadora oficial dos clubes esportivos Club Atlético Boca Juniors e A.S. Roma.

## Frota

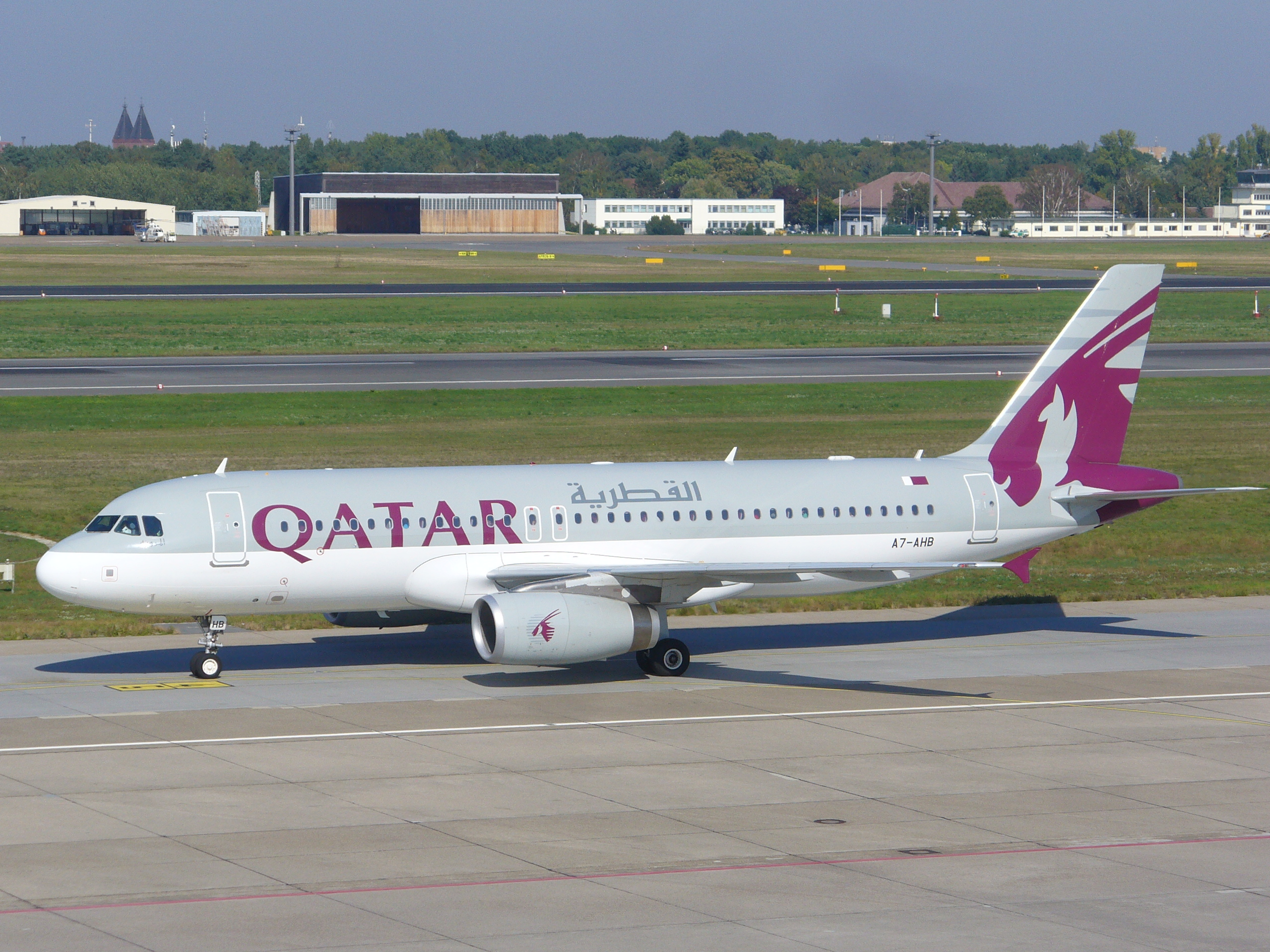
Airbus A320 da Qatar Airways.

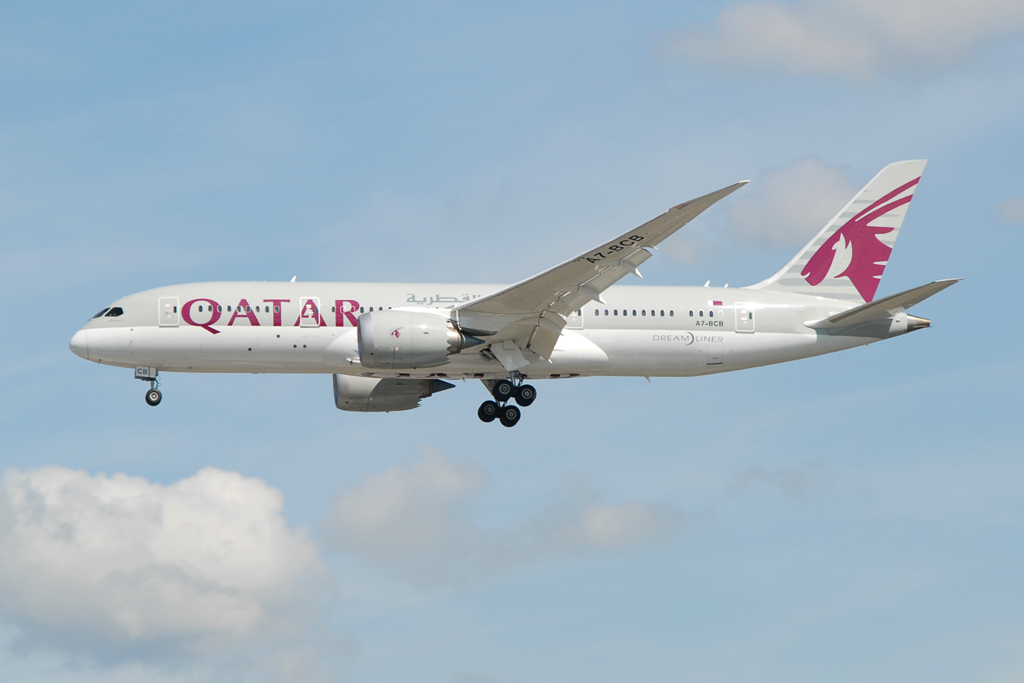
Boeing 787-8 da Qatar Airways.

A Qatar Airways possui uma das frotas mais jovens e modernas frotas de aeronaves nos céus atualmente. Sua expansão fenomenal continua com a encomenda de mais de 200 aeronaves com custo total estimado em mais de US$ 30 bilhões.
A companhia aérea operará uma frota de 110 aeronaves até 2013 – quase o dobro da frota atual. Em 2007 a Qatar Airways encomendou 69 Airbus A350 e também 60 Boeing 787 e 32 Boeing 777. Também encomendou cinco dos Super Jumbo Double Deck da Airbus A380, a serem entregues em 2012.
Em 6 de novembro de 2017, possuía as seguintes aeronaves:
| Aeronaves           | Em Operação | Pedidos | Passageiros | Passageiros | Passageiros | Passageiros | Notas                                 |
| Aeronaves           | Em Operação | Pedidos | F           | J           | Y           | Total       | Notas                                 |
| ------------------- | ----------- | ------- | ----------- | ----------- | ----------- | ----------- | ------------------------------------- |
| Airbus A319-100LR   | 02          | —       | —           | 8           | 102         | 110         |                                       |
| Airbus A320-200     | 32          | —       | —           | 11          | 132         | 144         |                                       |
| Airbus A321-200     | 6           | __      | —           | 12          | 165         | 177         |                                       |
| Airbus A330-200     | 14          | —       | 12          | 24          | 192         | 228         |                                       |
| Airbus A330-200     | 14          | —       | 8           | 24          | 200         | 232         |                                       |
| Airbus A330-200     | 14          | —       | —           | 24          | 236         | 260         |                                       |
| Airbus A330-200     | 14          | —       | —           | 24          | 248         | 272         |                                       |
| Airbus A330-300     | 13          | —       | 12          | 24          | 223         | 249         |                                       |
| Airbus A330-300     | 13          | —       | —           | 30          | 275         | 305         |                                       |
| Airbus A340-600     | 4           | —       | 8           | 42          | 256         | 306         | Aposentados a partir de maio de 2019. |
| Airbus A350-900     | 35          | 34      | —           | 36          | 247         | 283         |                                       |
| Airbus A350-1000    | 7           | 42      | TBA         | TBA         | TBA         | TBA         |                                       |
| Airbus A380-800     | 10          |         | 8           | 48          | 461         | 517         |                                       |
| Boeing 777-200LR    | 25          | —       | —           | 42          | 217         | 259         |                                       |
| Boeing 777-300ER    | 48          |         | —           | 42          | 293         | 335         |                                       |
| Boeing 777-8        | —           | 10      | TBA         | TBA         | TBA         | TBA         |                                       |
| Boeing 777-9        | —           | 50      | TBA         | TBA         | TBA         | TBA         |                                       |
| Boeing 787-8        | 30          | —       | —           | 22          | 232         | 254         |                                       |
| Boeing 787-9        | —           | 30      | TBA         | TBA         | TBA         | TBA         |                                       |
| Boeing 737 MAX      | —           | 60      | TBA         | TBA         | TBA         | TBA         |                                       |
| Qatar Airways Cargo |             |         |             |             |             |             |                                       |
| Boeing 777F         | 020         | 6       | N/A         | N/A         | N/A         | N/A         |                                       |
| Airbus A330-200F    | 80          | —       | N/A         | N/A         | N/A         | N/A         |                                       |
| Boeing 747-400BCF   | 2           | —       | N/A         | N/A         | N/A         | N/A         |                                       |
| Total               | 228         | 239     |             |             |             |             |                                       |